# أولغا سافاري
أولغا سافاري (بالبرتغالية: Olga Savary‏) (21 مايو 1933، بليم في البرازيل)؛ كاتِبة وشاعرة برازيلية.